# 권순우
권순우(權純雨, 1997년 12월 2일~)는 대한민국의 테니스 선수이다. 2013년 부산 오픈 챌린저 대회를 통해 프로 선수 경력을 시작했으며, 2017년부터 대한민국 국가대표 선수로 발탁되어 데이비스 컵에 출전했으며 올림픽 1회(2020), 아시안 게임 2회(2018, 2022) 참가했다.

## 학력
- 안동용상초등학교 (졸업)
- 마포중학교 (졸업)
- 마포고등학교 (졸업)

## 선수 경력
2013년 부산 오픈 챌린저 대회를 통해 프로 선수 경력을 시작했으며, 2017년부터 대한민국 국가대표 선수로 발탁되어 데이비스 컵에 출전했다. 데이비스 컵 외에 2018년 아시안 게임과 2020년 하계 올림픽에 대한민국 국가대표 선수로 참가했으며, 2021년 누르술탄 오픈에서 우승하며 이형택 이후로 ATP 투어에서 우승한 두번째 대한민국 선수가 되었다. 2023년 애들레이드 오픈에서 우승하며 한국인 최초로 ATP 투어 2회 우승자가 되었다.

## 개인사
2023년 항저우 아시안게임에 참가한 권순우는 남자 단식 2회전에서 태국의 카시디트 삼레즈에게 2대 1로 패배하자 라켓을 부수고 삼레즈가 악수를 위해 다가가도 반응을 보이지 않았다. 이후 그는 해당 행위에 관해 사과문을 작성했고 삼레즈와 태국 대표팀을 찾아가 사과했다.